# 리진수
리진수(1932년~ )는 조선민주주의인민공화국의 지휘자이다. 함경북도 길주군 태생으로, 북조선가극단에 입단한 뒤 1971년에 혁명가극 '피바다' 의 초연을 지휘해 유명해졌다. 북조선가극단이 피바다가극단으로 개칭된 뒤에도 지휘자로 재직하면서 음악무용이야기 '락원의 노래' 와 음악무용서사시 '영광의 노래' 등의 대규모 무대 작품을 초연했다.
2002년에는 대집단체조와 예술공연 '아리랑'에서 제1장 3경 '내 조국' 과 종장 '강성부흥아리랑' 의 지휘자로 출연했다. 인민예술가 칭호 외에도 '아리랑' 의 공연 직전에 김일성상을 수여받아 김일성상 계관인이 되었다.